# Ébano

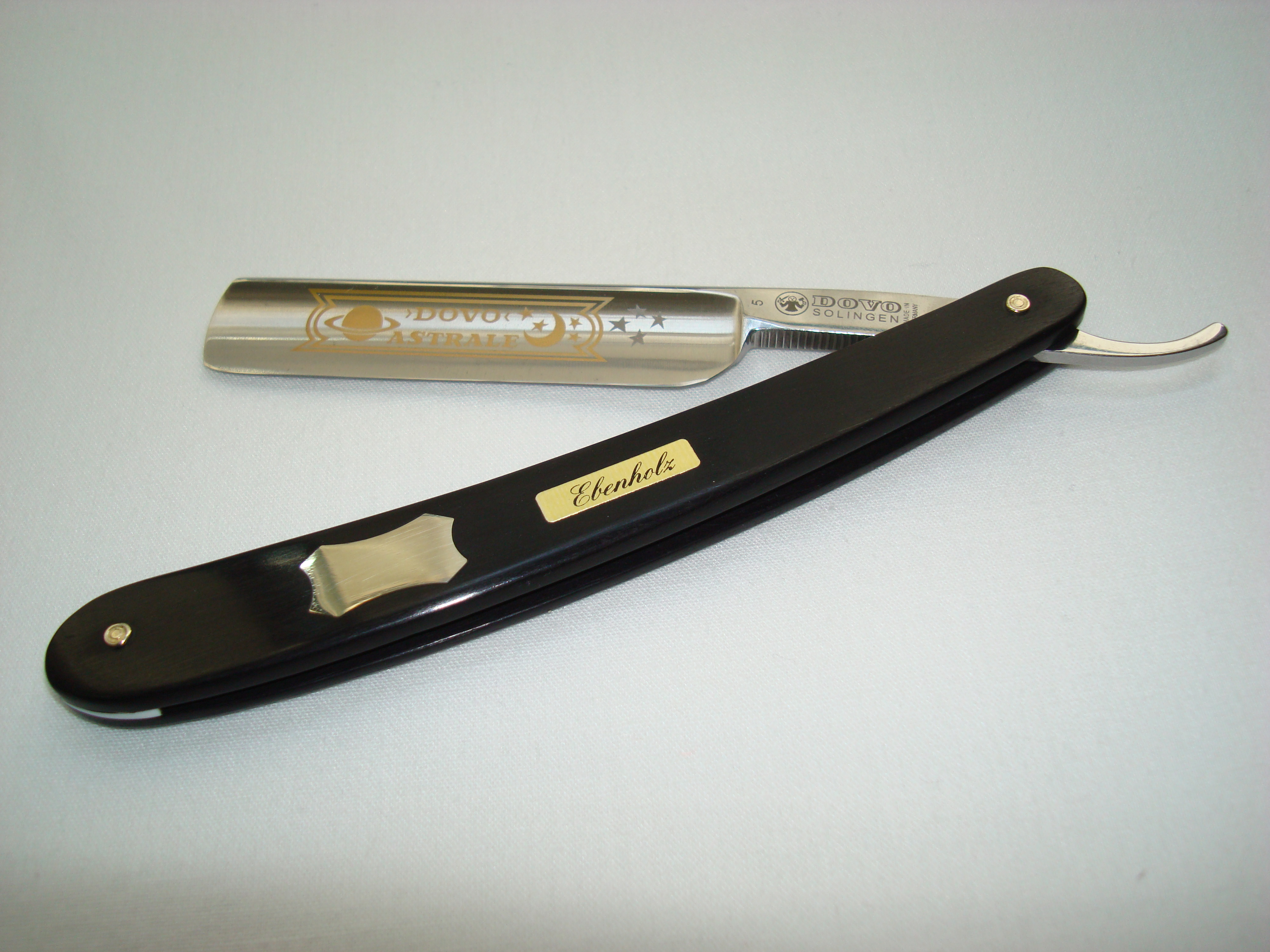
Navaja de afeitar - Ébano - Ebony - Ebenholz

Ébano es el nombre dado a una densa madera negra. En el sentido estricto es producida por varias especies del género Diospyros, pero otras maderas del mismo color, o de color oscuro, de árboles completamente sin relación, son a veces también llamadas ébano. Algunas especies bien conocidas de ébano incluyen la Diospyros ebenum (ébano de Ceilán), nativa del sur de India y Sri Lanka, y la Diospyros dendro (D. crassiflora, ébano de Gabón), nativa del oeste de África.

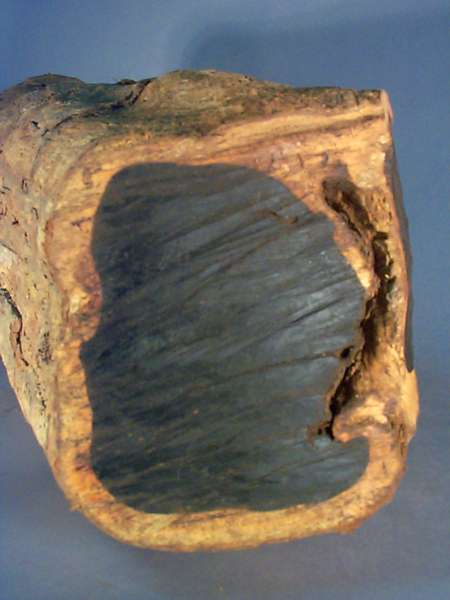
Sección de tronco de ébano.

El ébano es una madera cuyo color es uno de los negros más intensos que se conocen, y por su densidad muy alta (es una de las pocas maderas que se hunden en el agua, ya que casi todas las demás maderas tienen una densidad menor a la del agua), su buena textura y su capacidad de pulido muy suave es muy estimada como madera preciosa.
El ébano tiene la característica principal de tener varias capas, las cuales presentan distintos grosores, que al someterlas a calor suave se desprenden hasta llegar al centro, que es completamente claro. Lo que  requiere tiempo y dedicación para poder completar el desmembramiento completo de esta madera.
Algunas especies del género Diospyros producen una madera que, si bien posee propiedades físicas similares, no es uniformemente negra, sino a rayas. La mayoría de las especies de dicho género no dan ébano o, incluso en aquellos casos en que lo hacen, dan una madera de baja calidad, como en el caso del caqui americano  (Diospyros virginiana).